# The Jungle Book (2016)
The Jungle Book ist eine Neuverfilmung des gleichnamigen Zeichentrickfilms von 1967. Sie kombiniert Realfilm-Aufnahmen und Computeranimation. Der Film basiert ebenso wie der Originalfilm auf den Dschungelbuch-Erzählungen von Rudyard Kipling. Regie führt Jon Favreau, das Drehbuch stammt von Justin Marks. Der Film wurde am 7. April 2016 unter anderem in Australien und Russland veröffentlicht, tags darauf in Indien und Indonesien. Am 14. April 2016 startete der Film in Österreich und Deutschland, einen Tag später in den Vereinigten Staaten.

## Handlung
Der Menschenjunge Mogli wächst im Dschungel in einem Wolfsrudel auf. Der Schwarze Panther Baghira hatte ihn aufgefunden und in der Überzeugung, dass er eine Familie brauche, zur Wolfsmutter Raksha gebracht. Mit deren Welpen und jungen Wölfen wird er glücklich und zufrieden groß; Akela, der Rudelführer, nimmt ihn ins Rudel auf. Akela bläut seinem Rudel und auch Mogli immer wieder ein, dass die wahre Stärke der Wölfe in ihrer Gemeinschaft liege, und Baghira bereitet das Findelkind durch Training auf das Überleben im Dschungel vor. Immer wieder erinnert Baghira den Jungen daran, dass er Dinge nicht auf Art der Menschen tun, sondern es wie die Wölfe halten soll.
In der Trockenzeit legt der sinkende Wasserspiegel eines Wasserlochs den „Fels des Friedens“ frei. Nach einem Gesetz des Dschungels dürfen die Tiere in dieser Zeit der „Wasserruhe“ gegenseitig nichts antun. Die meisten Tiere, die dort zum Trinken kommen, haben zuvor noch nie ein Menschenkind gesehen und wundern sich über Moglis Verhalten. Da erscheint der einäugige und furchterregende Tiger Shir Khan und warnt die Tiere davor, dass aus einem Menschenkind irgendwann ein Mensch und es damit zur Bedrohung des Dschungels werde. Shir Khan will um des Gesetzes des Dschungels willen jegliche menschliche Bedrohung eliminieren.
Um die Wolfsfamilie keinen weiteren Gefahren auszusetzen, verlässt Mogli, begleitet von Baghira, das Rudel, um eine andere Familie zu suchen. Er denkt jedoch an eine Tierfamilie im Dschungel und will nicht, wie Baghira beabsichtigt, in die Menschensiedlung. Unterwegs werden sie von Shir Khan überrascht, Mogli muss allein fliehen, lässt sich zunächst von einer Büffelherde tragen, entkommt knapp einem Erdrutsch und begegnet kurz darauf der heimtückischen Python Kaa, die ihn mit ihrer Stimme und ihrem Blick zu hypnotisieren versucht. Von ihr erfährt er seine Herkunft: Sein Vater wurde auf einer gemeinsamen Reise durch den Dschungel von Shir Khan angegriffen und getötet, hatte den Tiger jedoch dabei mit einer Fackel im Gesicht verletzt, dass der das Weite suchte, ohne den jungen Mogli zu bemerken. So hatte Baghira ihn gefunden. Als Kaa nach dieser Offenbarung Mogli verschlingen will, wird er von Balu gerettet.
Der lebensfrohe Braunbär verlangt von Mogli für seine Rettung eine Gegenleistung: Er soll ihm helfen, an Honigwaben zu gelangen, die sich an einer Felswand befinden. Die beiden werden Freunde und Balu bietet ihm an, einen „Arbeitskreis“ zu gründen; dafür werde er ihn beschützen. Bald schon spürt Baghira die beiden in ihrer Höhle auf, wo Balu und Mogli bereits eine große Menge der Honigwaben gehortet haben. Baghira erklärt Balu, dass Mogli nur in der Menschenwelt vor Shir Khan sicher sei und will ihn weiterhin dorthin bringen.
Unterdessen besucht Shir Khan die Wölfe, die Mogli sehr vermissen, und tötet Akela, um die Ernsthaftigkeit seiner Absicht, Mogli zu töten, zu demonstrieren. Auch bei einem weiteren Besuch lässt er sich nicht von Raksha besänftigen. In der Nacht, bevor Baghira Mogli in die Menschenwelt bringen will, hilft dieser einer Herde Elefanten, die, so glauben die anderen Tiere, einst den Dschungel erschufen und deshalb von diesen mit tiefem Respekt behandelt werden, dabei, ihr Jungtier aus einer Grube zu retten. Balu und Baghira beobachten die Situation und erkennen, dass Mogli, auch wenn er die Tricks der Menschen nutzt, diese nicht gegen, sondern zum Wohl der Tiere des Dschungels einsetzt. Bevor sie ihre Reise fortsetzen können, wird Mogli von einer Horde Affen entführt, die ihn zu dem Orang-Utan-ähnlichen Gigantopithecus King Louie, ihrem Anführer, bringen. Dieser präsentiert Mogli seine Sammlung von Gebrauchsgegenständen aus der Menschenwelt, die die Affen zusammengetragen haben. Mogli selbst hat solche Dinge nie zuvor gesehen und erkennt auch nicht Sinn und Zweck der Kuhglocke, die sich unter den seltsamen Gegenständen befindet. King Louie will Mogli dazu bringen, das Geheimnis des Feuers preiszugeben, das im Dschungel als Rote Blume bezeichnet wird. Als Gegenleistung bietet er Mogli an, gemeinsam über den Dschungel zu herrschen. Balu und Baghira befreien Mogli. King Louie lässt seine Affen auf die beiden los und verfolgt Mogli, wobei er ihm von Akelas Tod erzählt. Doch der von King Louie bewohnte Tempel stürzt über ihm ein. Wütend darüber, dass Balu und Baghira ihm Akelas Tod verschwiegen haben, erkennt Mogli, dass seine wahre Stärke und seine Überlegenheit, auch gegenüber viel größeren Tieren, in seinen Fertigkeiten liegt. Mogli entwendet eine Fackel und bringt diese in den Dschungel, verursacht dabei jedoch versehentlich einen Waldbrand.
Die Tiere, unter ihnen auch Shir Khan, sind abermals am Friedensfels zusammengekommen, wo sie glauben, sich im Wasser vor dem Feuer in Schutz bringen zu können. Mogli wirft die Fackel, seine mächtigste Waffe, weg, um den Tieren zu zeigen, dass er kein für sie gefährlicher Mensch ist. Darauf hat Shir Khan jedoch nur gewartet. Als er versucht, sich auf den Menschenjungen zu stürzen, geht Balu dazwischen, wird aber von Shir Khan nach kurzem Kampf überwältigt. Auch die anderen Tiere wenden sich nun gegen Shir Khan. Mogli will sich auf eine körperliche Auseinandersetzung mit dem Tiger einlassen, doch Baghira sagt ihm, er solle nun doch auf die Art der Menschen kämpfen. Mogli läuft daraufhin in den brennenden Wald. Dort überlistet er Shir Khan, der ihn verfolgt, indem er ihn auf einen toten Baum und dort auf einen Ast lockt. Der Ast bricht ab und Shir Khan stürzt in den brennenden Wald. Mogli, der sich auf eine konstruierte Schaukel an einem anderen Ast rettet, kehrt mit einer Herde Elefanten, reitend auf dem Jungtier, das er aus der Grube gerettet hatte, zurück zum Friedensfels. Die Elefanten löschen den Waldbrand, indem sie den Fluss umleiten. Letztlich muss Mogli den Dschungel doch nicht verlassen und die Tiere akzeptieren ihn als einen der ihren, als Gleicher unter Gleichen. Am Ende hat er wieder Jagdunterricht, wobei auch Balu anwesend ist. Nach Akelas Tod übernimmt Raksha die Führung des Rudels.

## Produktion

### Produktionsgeschichte
Der Film Das Dschungelbuch von 1967, der der Realfilm-Neuverfilmung in Teilen als Vorlage diente, ist bis heute nach Anzahl der Kinobesucher in Deutschland der erfolgreichste Film aller Zeiten und erhielt außerdem 1968 eine Oscar-Nominierung in der Kategorie Beste Filmmusik für den Song The Bare Necessities (deutsche Version Probier’s mal mit Gemütlichkeit) und eine Grammy-Nominierung.
Bereits 1994 hatten die Disney-Studios eine Realfilmadaption von Kiplings Werken produziert. Diese orientiert sich jedoch sehr lose am Zeichentrickfilm.
Disney setzt mit The Jungle Book nach Tim Burtons Alice im Wunderland (2010), Maleficent (2014) und Kenneth Branaghs Cinderella (2015) die Reihe von Neuverfilmungen der hauseigenen Zeichentrickfilme fort. Für Scott Mendelsohn von Forbes ist Disney mit der neusten Realverfilmung eines Klassikers auf dem richtigen Weg, ein neues Subgenre zu generieren: „The Jungle Book“ ist eine bemerkenswerte Leistung und noch mehr Grund für Disney optimistisch zu sein.
Der Regisseur schuf mit The Jungle Book kein exaktes Remake des Zeichentrickfilms und ließ sich nach eigenen Aussagen bei seiner Arbeit zum großen Teil von Rudyard Kiplings Romanvorlage inspirieren, insbesondere von der Atmosphäre, die der Autor in die Geschichte einbrachte und von dem Gefühl von Ordnung und Kultur im Dschungel, das sich in der literarischen Vorlage im Gesetz des Dschungels und der Friedensvereinbarung während der Trockenzeit zeige. Auch der Drehbuchautor ließ einige Elemente aus der Filmvorlage von 1967 weg; er übernahm jedoch einen Teil der Poesie Kiplings und der Dialoge des Buches und hielt sich insgesamt näher an dieses, was ihn von Walt Disney unterscheidet, der seine Animateure angewiesen hatte, nicht direkt nach der literarischen Vorlage zu arbeiten. Der Grundsatz der Wölfe Die Stärke des Rudels ist der Wolf, und die des Wolfs das Rudel wurde vom Drehbuchautor wörtlich aus dem 1895 von Kipling veröffentlichten Buch Das zweite Dschungelbuch (Originaltitel The Second Jungle Book) übernommen.

### Stab, Besetzung und Synchronisation

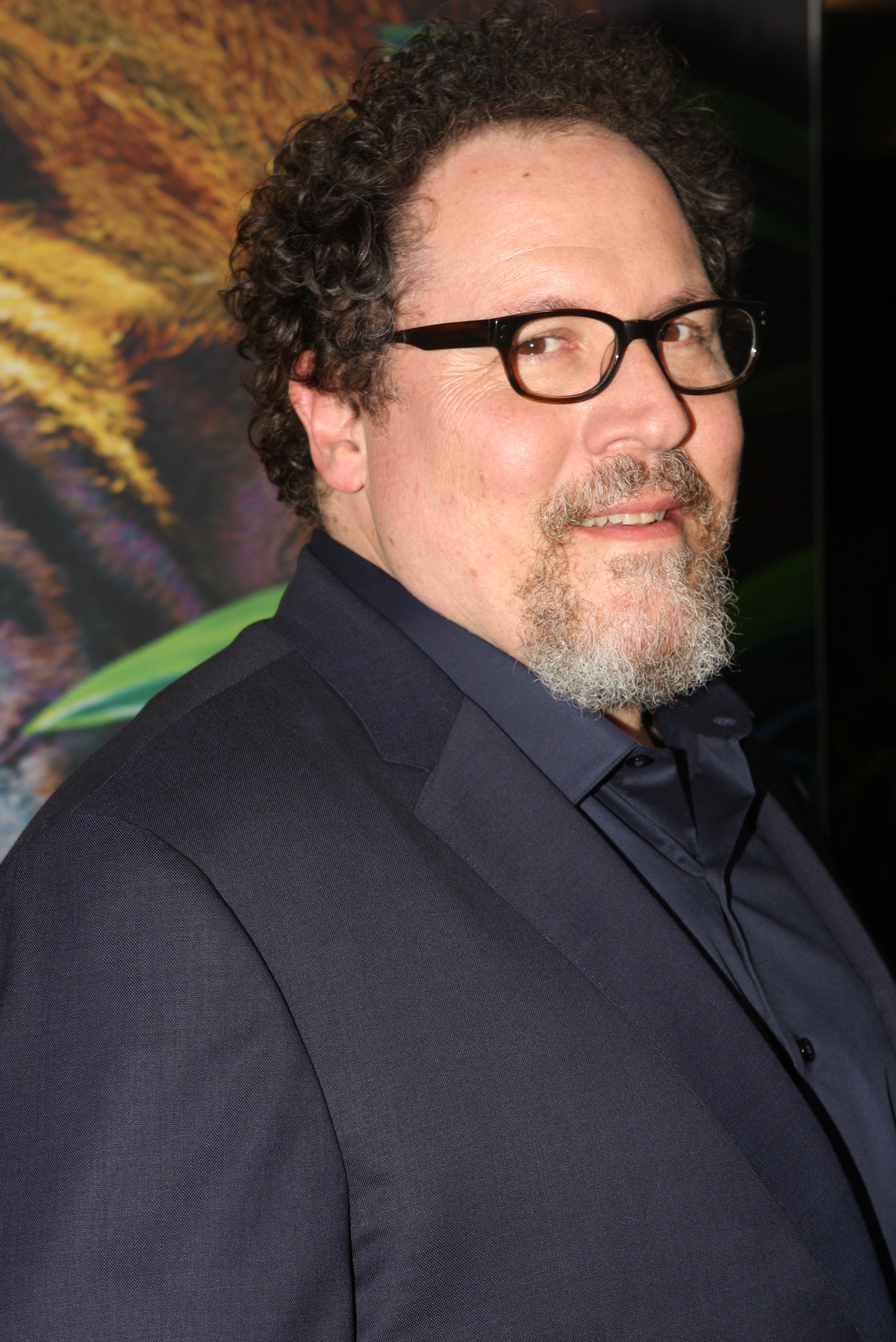
Regisseur Jon Favreau bei der Weltpremiere in Sydney im März 2016

Im Juli 2013 wurde bekannt, dass Justin Marks für die Arbeiten am Drehbuch zum Film verpflichtet wurde. Am 5. November 2013 wurde Jon Favreau als Regisseur bestätigt. Die Kamera übernahm Bill Pope, der bereits zuvor in dieser Funktion an mehreren 3D- und Actionfilmen beteiligt war.
Die Bekanntgabe der Darsteller und Stimmen fand zwischen März und August 2014 statt, darunter Ben Kingsley (Baghira), Bill Murray (Balu), Idris Elba (Shir Khan), Christopher Walken (King Louie), Scarlett Johansson (Kaa) und Lupita Nyong’o (Raksha). Favreau entschied sich für Johansson als Stimme von Kaa, der eigentlich ein männlicher Charakter ist, da er das Gefühl hatte, der Originalfilm von 1967 sei etwas zu männlich geraten. Favreau entschied außerdem, King Louies Art von einem Orang-Utan zu einem Gigantopithecus zu ändern, gemäß der Tatsache, dass Orang-Utans am Schauplatz der Geschichte nicht heimisch sind. Garry Shandling lieh als Sprecher in einem Cameo dem Stachelschwein Ikki seine Stimme. Shandling starb wenige Tage vor der Weltpremiere des Films.
Am 15. Juli 2014 erhielt Neel Sethi nach einer umfangreichen Suche in Neuseeland, Kanada, Indien, im Vereinigten Königreich und in den USA von Regisseur Jon Favreau und Casting-Direktorin Sarah Finn die Hauptrolle als Mogli und gleichzeitig seine erste Rolle in einem Spielfilm. Favreau hatte Sethi ausgewählt, weil er das zu vereinen schien, was den Regisseur an den Mogli aus dem Original-Disney-Zeichentrickfilm erinnert hat. Sethi ist neben Ritesh Rajan, der seinen Vater spielt, der einzige Schauspieler, der im Film tatsächlich vor der Kamera stand. Favreau sagte, nachdem er endlich die richtige Besetzung für Mogli gefunden hatte: „Neel hat ein enormes Talent und Charisma. Vieles liegt auf seinen kleinen Schultern, aber ich bin zuversichtlich, dass er damit umgehen kann.“
Ende Februar 2016 wurden auch die deutschen Synchronstimmen bekannt, darunter finden sich Armin Rohde (Balu), Heike Makatsch (Raksha), Christian Berkel (King Louie), Jessica Schwarz (Kaa), Ben Becker (Shir Khan), Joachim Król (Baghira) und Justus von Dohnányi (Akela). Der Nachwuchssprecher Pablo Ribet-Buse synchronisiert Mogli. Die deutsche Synchronisation übernahm die FFS Film- & Fernseh-Synchron GmbH in Berlin. Axel Malzacher schrieb das Synchronbuch und führte die Regie.

### Dreharbeiten und Nachbearbeitung

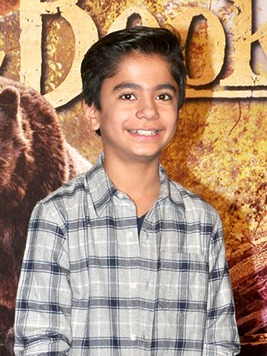
Neel Sethi übernahm im Film die Rolle von Mogli

Die Dreharbeiten fanden in den Los Angeles Center Studios in Los Angeles statt. Der Film wurde mithilfe der Bluescreen-Technik gedreht. Hauptdarsteller Neel Sethi wurden dafür Puppen zum Interagieren an die Seite gestellt, die Disney von Jim Hensons Creature Shop bezogen hatte. Manchmal kamen auch Handpuppen zum Einsatz, oder der Regisseur übernahm diese Funktion. Die realen Aufnahmen für die Szenen im Film, in denen Mogli mit Balu schwimmt, entstanden in einem Wasserbecken. Sethi war im Laufe der Dreharbeiten auf alle Schauspielkollegen gestoßen, die den Figuren im Film ihre Stimme liehen, nicht jedoch auf Idris Elba, der im Film den Tiger Shir Khan spricht.
Das Team, das Favreau engagierte, arbeitete schon an ähnlichen Filmprojekten mit, wie beispielsweise Avatar oder Life of Pi: Schiffbruch mit Tiger. So zeichnete Andrew L. Jones als Artdirector des Films verantwortlich und Mike Stassi für das Motion Capture. Die Spezialeffekte verantwortete J.D. Schwalm als Special Effects Supervisor, verantwortlich für die visuellen Effekte waren Shaun Friedberg als Technischer Direktor und Robert Legato als Visual Effects Supervisor, der für sein innovatives Arbeiten an den visuellen Effekten bei Hugo Cabret und Titanic mit zwei Oscars ausgezeichnet wurde. Legato äußerte sich über die Arbeit des Teams: „Wir haben es für Jon Favreau so komfortabel gemacht, dass dieser in der Lage war Regie zu führen, als ob es ein Realfilm wäre.“
Das Team bereitete sich auf die Arbeit vor, indem Fotografen mehr als 100.000 Aufnahmen des echten indischen Dschungels machten und Aufnahmen von wilden Tieren analysiert wurden. Dabei wurde deutlich, dass für jedes im Film dargestellte Tier ein unterschiedlicher Ansatz gewählt werden musste. So zeigte sich, dass Hunde oder Wölfe sehr ausdrucksstark über ihre Augenbrauen kommunizieren, nicht so sehr jedoch über ihr Maul. Katzen hingegen verwenden die Augenbrauen während der Kommunikation kaum, und Bären benutzen sowohl Lippen als auch Augenbrauen. Für die Darstellung der verschiedenen Mimiken musste das berücksichtigt werden. Besondere Vorgaben von Disney machten es nötig, bei den Aufnahmen der realen Tiere auf Material von Zoos und Naturschutzgebieten als verfügbares Referenzmaterial zurückzugreifen.
Die Effekte im Film, insbesondere der zahlreichen Tierfiguren, wurden mittels Motion Capturing und CGI umgesetzt. Insgesamt wurden so 54 verschiedene Tierarten und 224 unterschiedliche Figuren generiert. Favreau bestand darauf, die Motion-Capturing-Technik nicht übermäßig zu verwenden, um einen Uncanny-Valley-Effekt zu vermeiden. So wurden zwar die Disney-Charaktere mit Mogli ins Bild projiziert, allerdings hatte Favreau echte Sets nachbauen lassen, wodurch beispielsweise der Hintergrund in Szenen, in denen die Figuren durch den Dschungel laufen, nicht aus dem Computer stammt. Für die 3D-Bearbeitung des Films konnte Walt Disney Pictures in einer Frühphase der Produktion Weta Digital gewinnen, ein Unternehmen für visuelle Effekte, das in der Vergangenheit für seine Arbeit an Filmen wie der Der-Herr-der-Ringe-Trilogie oder Avatar (Joe Letteri, Randall William Cook et al) mit mehreren Oscars ausgezeichnet wurde. Außerdem wurde die Firma Digital Domain engagiert.
Eric Eisenberg von CinemaBlend bemerkt: „Der Film hat neue Maßstäbe in der Welt der CGI gesetzt und ist ein weiterer Beweis dafür, dass wir wirklich in eine neue Generation der Filmtechnik eingetreten sind.“ Scott Mendelson von Forbes glaubt, dass Disney durch den Film gezeigt habe, dass alle Zeichentrickfilme mithilfe von CGI als Realfilme adaptiert werden können.

### Ausstattung und Kostüme
Neben Supervising Art Director Andrew L. Jones, Ravi Bansal und John Lord Booth III, die im Film für das Szenenbild verantwortlich waren, fungierte Mike Stassi als Motion Capture Art Director. Christopher Glass war für das Production Design verantwortlich. Aufgrund der überwiegend vor einem Bluescreen erfolgten Filmaufnahmen war das Filmset eher praktisch und nur wenig aufwändig ausgestattet und diente nach Glass’ Aussage überwiegend dazu, eine Orientierungsmöglichkeit für Sethi zu schaffen und seine Bewegungen mit den CGI-Animationen zu synchronisieren. Ein traditionelles Filmset wurde nur für wenige Szenen benötigt. Für die Szene, in der Mogli vor Shir Khan in das nahezu ausgetrocknete Flussbett flieht, hatte man am Set Schlamm vorbereitet, der immer wieder mit Wasser besprüht wurde, damit er, besonders auf Moglis Körper, frisch wirkt. Für die Szenen im Fluss wurden zwei Wassertanks gebaut, die mit Pumpen und Düsen ausgestattet wurden, um die Strömung zu erzeugen.
Die im Film verwendeten Kostüme wurden von Laura Jean Shannon entworfen. Ihre Aufgabe war es, ein Kleidungsstück für Mogli zu fertigen, das zum einen authentisch wirkt, zum anderen Sethi bei den Dreharbeiten nicht stört. Shannon sagte, sie wollte etwas Organisches kreieren, das den Zuschauer nicht von der Geschichte ablenkt und an den Mogli erinnert, den man aus der Zeichentrickfilmvorlage kennt. Das Ergebnis war ein roter Lendenschurz und eine Vorgeschichte dazu. Shannon stellte sich vor, dass Mogli als Kleinkind einen traditionellen indischen Dhoti getragen hatte, der im Lauf der Zeit ausgeblichen und verwittert war. Sethi sagte später, der Lendenschurz sei komfortabel gewesen, habe ihn jedoch an eine Windel erinnert. Nur in einer Szene trug Sethi ein anderes Kostüm. Die Schutzkleidung, in der Mogli für Balu die Bienenwaben von der Felswand holt, wurde aus Blättern gefertigt.

### Sounddesign und Filmmusik
Für das Sounddesign und den Tonschnitt waren Christopher Boyes und Frank E. Eulner verantwortlich. Tasha Robinson von The Verge beschreibt das Ergebnis als äußerst effektives Sounddesign, das jeden Schritt und jeden Schlag fühlbar macht.
Richard M. Sherman war für die neuen Liedtexte im Film verantwortlich. Er hatte bereits zusammen mit seinem älteren Bruder Robert B. Sherman die Songs zum Originalfilm geschrieben. The Bare Necessities wird im Film mit Terry Gilkysons Originaltext von Bill Murray gesungen, und auch Trust in Me ist im Film enthalten, gesungen von Johansson.
Die eigentliche Filmmusik stammt von John Debney, der 2005 für seine Arbeit am Film Die Passion Christi für einen Oscar nominiert war. Debney sagte über Favreaus Vorgaben, dieser habe sich klassische Disney-Filmmusik gewünscht und nicht so sehr Wert auf erkennbare indische Einflüsse in dieser gelegt. Debney nahm die Filmmusik unterstützt von einem 60-stimmigen Chor und einem 105-köpfigen Orchester auf. Dabei kamen auch eine Reihe von Perkussion-Instrumenten zum Einsatz. Jeder Teil des Dschungels wurde dadurch mit einer auf die dort herrschende Stimmung abgestimmten Musik untermalt, und jede Hauptfigur im Film erhielt ihren eigenen Klang. So wurden für Balu Tubas und Marimbas als Instrumente gewählt und für King Louie Trommeln. Zur Untermalung der Auftritte der Zibetkatzen wurde eigens ein völlig neues Instrument entwickelt. Sidney Schering spricht über das Ergebnis von einer monumentalen Filmmusik, die neue Themen clever mit Reprisen der 1967er-Stücke vermengt. Kritiker wie Scott Feinberg von The Hollywood Reporter erachteten Debneys Arbeit an der Filmmusik als Oscar-würdig. Im Dezember 2016 wurde der Soundtrack als Anwärter bei der Oscarverleihung 2017 in der Kategorie Beste Filmmusik in die Kandidatenliste (Longlist) aufgenommen, aus denen die Mitglieder der Akademie die offiziellen Nominierungen bestimmen, erhielt aber keine Auszeichnung.
Der Soundtrack zum Film wurde am 15. April 2016 veröffentlicht, am gleichen Tag, an dem der Film seine Kinopremiere feierte. Der Soundtrack umfasst 24 Lieder und hat eine Gesamtlänge von 74:17 min.
Titelliste des Soundtracks (OST)
1. Bare Necessities von Dr. John & The Nite Trippers – 3:36
2. Trust In Me von Scarlett Johansson – 2:55
3. Main Titles (Jungle Run) – 2:27
4. Wolves / Law Of The Jungle – 2:16
5. Water Truce – 3:40
6. Rains Return – 1:46
7. Mowgli’s Leaving / Elephant Theme – 3:28
8. Shere Khan Attacks / Stampede – 2:06
9. Kaa / Baloo To The Rescue – 5:21
10. Honeycomb Climb – 3:31
11. Man Village – 2:59
12. Mowgli And The Pit – 3:26
13. Monkeys Kidnap Mowgli – 1:52
14. Arriving At King Louie’s Temple – 4:35
15. Cold Lair Chase – 4:03
16. Red Flower – 3:15
17. To The River – 3:05
18. Shere Khan’s War Theme – 2:37
19. Shere Khan And The Fire – 4:52
20. Elephant Waterfall – 3:27
21. Mowgli Wins The Race – 0:41
22. Jungle Book Closes – 2:16
23. I Wanna Be Like You von Christopher Walken – 3:02
24. Bare Necessities von Bill Murray und Kermit Ruffins – 3:01

### Marketing, Making-of und Begleitwerke
Nachdem man im September 2015 einen ersten Trailer veröffentlicht hatte, wurde während des Super Bowls am 7. Februar 2016 ein neuer, deutlich längerer Trailer vorgestellt. Für den ersten im Fernsehen gezeigten Trailer Live the Legend produzierte The Hit House das Lied The End Of The Jungle. Im März 2016 veröffentlichte Disney eine Fotoserie zum Film, in der die Hauptdarsteller mit ihrem computeranimierten Charakter zu sehen sind. Im April 2016 veröffentlichte Disney über das Portal Samsung Milk VR ein von Weta kreiertes VR-Video von 1:47 min Länge mit dem Titel Cold Lairs, durch das man für kurze Zeit zur Hauptfigur Mogli wird und für alle Besitzer einer Samsung-Gear-VR-Brille verfügbar ist. Eine Woche vor dem deutschen Kinostart zeigte Disney Channel am 8. April 2016 im Rahmen eines Dschungelbuch-Spezial ein Making-of des Films erstmals im deutschen Free-TV.
Am 15. April 2016 veröffentlichte Disney im Verlag Insight Editions ein Begleitwerk zum Film in englischer Sprache mit dem Titel The Art of The Jungle Book, das von Ellen Wolff, einer Expertin für visuelle Effekte und Animationsfilme des Branchenblattes Variety, geschrieben wurde. Darin enthalten sind neben einem Vorwort von Favreau auch einige der Konzeptzeichnungen, die der Konzeptkünstler Jonathan Bach für Disney erstellte und zeigen, wie diese im Film mithilfe der CGI-Technik umgesetzt wurden. Zudem sind darin Fotos des Sets und der Filmkulissen und Exklusivinterviews mit wichtigen Darstellern des Films enthalten.

### Veröffentlichung
Am 13. Januar 2015 wurde die Veröffentlichung des Films vom 16. Oktober 2015 auf den 15. April 2016 verschoben. Der Film wurde in 3D und in den USA auch im Dolby-Vision-Format veröffentlicht, einer Technik, die bisher nur in etwa 10 Kinos weltweit vorhanden ist. Dazu kommen einige Dolby Cinemas der AMC-Kinos. Bis 2024 sollen rund 100 Kinos mit der Technik ausgerüstet werden. Der Film feierte am 31. März 2016 in Anwesenheit des Regisseurs in der australischen Stadt Sydney seine Weltpremiere. Am gleichen Abend sangen Bill Murray und Neel Sethi live den Song The Bare Necessities in der US-amerikanischen Late-Night-Show Jimmy Kimmel Live! Am 4. April 2016 feierte der Film in Anwesenheit des Hauptdarstellers Neel Sethi und der Synchronsprecher Lupita Nyong’o und Ben Kingsley in Los Angeles seine US-Premiere. Seine Deutschlandpremiere feierte der Film am 5. April 2016 in Anwesenheit der deutschen Synchronsprecher im Berliner Zoo Palast. Am 14. April 2016 kam der Film offiziell in die deutschen Kinos. In China war der Film eine der 38 ausländischen Produktionen, die dort im Jahr 2016 gemäß einer Quote gezeigt werden durften. Am 1. September 2016 erschien The Jungle Book in Deutschland auf Blu-ray Disc, als Blu-ray 3D und auf DVD.

### Synchronisation
Die Synchronisation erfolgte durch die FFS Film- & Fernseh-Synchron in Berlin. Axel Malzacher schrieb das Dialogbuch und führte die Dialogregie.
| Rolle              | Darsteller / Stimme im Original | Deutsche Synchronsprecher |
| ------------------ | ------------------------------- | ------------------------- |
| Mogli              | Neel Sethi                      | Pablo Ribet-Buse          |
| Baghira            | Ben Kingsley                    | Joachim Król              |
| Balu               | Bill Murray                     | Armin Rohde               |
| Shir Khan          | Idris Elba                      | Ben Becker                |
| King Louie         | Christopher Walken              | Christian Berkel          |
| Kaa                | Scarlett Johansson              | Jessica Schwarz           |
| Raksha             | Lupita Nyong’o                  | Heike Makatsch            |
| Akela              | Giancarlo Esposito              | Justus von Dohnányi       |
| Ikki               | Garry Shandling                 | Olaf Reichmann            |
| Zwergwildschwein   | Jon Favreau                     | Hans Hohlbein             |
| Rama               | Ralph Ineson                    | Patrick Winczewski        |
| Rieseneichhörnchen | Sam Raimi                       | Stefan Fredrich           |
| Rocky, das Nashorn | Russell Peters                  | Oliver Stritzel           |

## Rezeption

### Altersfreigabe
In Deutschland ist der Film FSK 6. In der Freigabebegründung heißt es: „Der Film ist sehr opulent und bildgewaltig inszeniert. Dabei gibt es aber einen steten Wechsel zwischen spannenden und entspannenden Szenen, so dass Kinder im Grundschulalter nicht überfordert werden. Einzelne effektvolle Action- und Bedrohungsszenen können für 6- bis 7-jährige Kinder eine Herausforderung darstellen, von einer nachhaltigen Ängstigung ist aber nicht auszugehen: In Mogli finden sie eine starke und mutige Identifikationsfigur, deren fester Zusammenhalt mit seinen tierischen Freunden ausreichend Sicherheit vermittelt. Darüber hinaus tragen zum einen kinderaffine Themen wie Freundschaft, Liebe und Fürsorge, Respekt vor der Natur und zum anderen die positiven Auflösungen der Konflikte sowie das glückliche Ende zur emotionalen Entlastung bei.“

### Kritiken

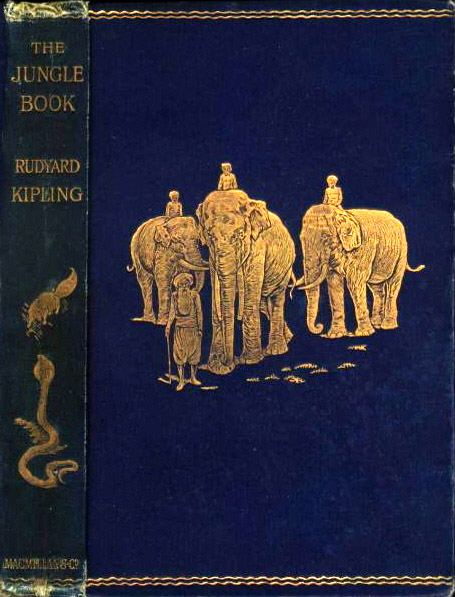
Erstausgabe von The Jungle Book von Rudyard Kipling (1894)

Der Film konnte 94 Prozent der Kritiker bei Rotten Tomatoes überzeugen und war damit einer der hier am besten bewerteten Filme des Jahres 2016. Zudem ging der Film aus den 18th Annual Golden Tomato Awards in der Kategorie Best Kids/Family Movie 2016 als Sieger hervor.
Andrew Barker von Variety meint, der schlaueste Schachzug von Disney sei es gewesen, Jon Favreau das Ruder in die Hand zu geben, dessen Arbeit eine willkommene Leichtigkeit in die fesselnde Handlung bringe. Auch die durchgängig ausgezeichnete Stimmarbeit im Film wird von ihm hervorgehoben, allen voran die von Nyong’o, die eine mütterliche Wärme und die von Elba, die eine arrogante Böswilligkeit vermittle. Barker lobt auch das Team für die visuellen Effekte, das jeden Baum, jeden Wasserfall und jede Blume aus Rudyard Kiplings Buch treffsicher darstellen könne. Mit der gleichen Sorgfalt seien durch die CGI-Technik auch die sprechenden Tiere im Film geschaffen worden: „Es ist nicht nur, dass die Tierbewegungen echt aussehen […], auch die vermenschlichten Tiermundbewegungen erscheinen beim Sprechen natürlich, ohne die Tiere in Karikaturen zu verwandeln.“
Todd McCarthy von The Hollywood Reporter bemerkt dazu: „Der außergewöhnliche fotografische Realismus verleiht dem Film eine so wirklichkeitsgetreue Tiefe, die ihn von dem ermüdenden Kindchenschema abhebt, das beispielsweise in Filmen wie Madagascar und Filmen aus der Ice-Age-Reihe einzuschmeicheln versucht, aber das ereignisreiche Abenteuer wird dadurch auch ein erwachsenes Publikum anziehen.“
Auch von deutschsprachigen Medien wurde der Film vielfach als „spannungsreich wie ein Actionthriller“ beschrieben und wegen seiner atemberaubenden 3D-Detailgenauigkeit gelobt. Für Katja Nicodemus von NDR Kultur Online ist der Film „eine Art Vitrine der nordamerikanischen Animationstechnik der Gegenwart, so fein ist jedes Härchen zu sehen. So perfekt wurde jeder Muskel der wilden Tiere gestaltet und so lebensecht wirken die Pflanzen und Wesen des Dschungels. Der Tiger Shir Khan sieht aus wie aus einer Tierdokumentation gefallen.“ Auf Susanne Burg von Deutschlandradio Kultur wirkt die Handlung wie ein „Darwinistisches Survival of the Fittest“, und für Elmar Krekeler von Die Welt wirkt „das magische, ultrarealistische Heraufbeschwören des Dschungels wie ein Menetekel“.
Allerdings wurde immer wieder kritisiert, der Film sei „ohne Herz“, lasse eine „seelenlose Technikfixiertheit“ erkennen, dafür aber Phantasie vermissen, sei „weniger lustig und beschwingt“ als das Original komme „ohne Lachen und ohne Witz“ aus und habe durch die brillante Technik das alte Dschungelmärchen entzaubert.
Zudem wurde vielfach kritisiert, der Film sei durch seinen außergewöhnlichen Realismus nur bedingt für Kinder und nicht für die zarten Gemüter kleinerer Kinder geeignet. Vielfach wird auch unterstellt, Disney habe kein Kinderpublikum ansprechen wollen, wie bereits der erste Trailer zeigte. Alexander Horwath, Filmwissenschaftler und Direktor des Filmmuseums Wien, glaubt allerdings nicht, dass der Film nur auf die Zielgruppe der Erwachsenen ausgerichtet wurde und geht davon aus, dass diesem umfangreiche Marktstudien vorausgingen: „Es ist gut abgeklopft worden, wie viel Gewalt, wie viel Trauer, wie viel Ernsthaftigkeit man in so eine Geschichte packen kann, auch wie viel potenziell angstauslösende Momente. Und dass man nicht das Risiko eingeht, jenen Teil des Publikums, der kleiner oder jünger ist, wirklich zu überfordern.“
Nachdem die erste Hälfte des Filmjahres 2016 vorbei war, wurde der Film von Kristopher Tapley und Jenelle Riley von Variety als möglicher Kandidat für eine Auszeichnung der besten visuellen Effekte bei der kommenden Oscar-Verleihung ins Gespräch gebracht. Die im Film entstandene Welt sei mit einigen der besten visuellen Effekten, die man je gesehen hat und dem neusten Stand der Technik entsprechend, realisiert worden. Der Film könne zwar auch für eine Nominierung als bester Animationsfilm in Betracht kommen, doch Disney werde das wahrscheinlich nicht anstreben, da es noch andere hauseigene Anwärter in dieser Kategorie gebe, zum Beispiel Findet Dorie. Auch Scott Feinberg von The Hollywood Reporter sieht in Film und Regisseur mögliche Oscar-Kandidaten, aber auch im Drehbuchschreiber Justin Marks und im Kameramann Bill Pope.
Im Dezember 2016 wurde bekanntgegeben, dass sich der Film in der reduzierten Vorauswahl für die Kategorie Beste visuelle Effekte der Oscarverleihung 2017 befindet. Wenig später erfolgte eine offizielle Nominierung.

### Einspielergebnis
Bei einem geschätzten Budget von 175 Millionen US-Dollar konnte der Film in nur wenigen Tagen nach dem internationalen Kinostart weltweit fast 29 Millionen US-Dollar einspielen (Stand 11. April 2016), was einen äußerst guten Start des Films bedeutet und in einigen Ländern für neue Rekorde in den Kinocharts sorgte. Auch in den nordamerikanischen Kinos war der Film gut gestartet, hatte dort mit Einnahmen von über 100 Millionen US-Dollar die Erwartungen für das Startwochenende bei weitem übertroffen und setzte sich auf Anhieb auf Platz 1 der Kinocharts, wo er sich insgesamt drei Wochen halten konnte. Auch in China erreichte der Film Platz 1, wo er am Eröffnungswochenende rund 50 Millionen US-Dollar einspielte und damit einen der besten Starts eines Hollywood-Films überhaupt hatte. In Indien war der Film mit einem Einspielergebnis von über 15 Millionen US-Dollar in der ersten Woche der erfolgreichste Hollywood-Film überhaupt und entwickelte sich dort später zum erfolgreichsten Film des Jahres.
Im Jahresranking der deutschen Kino-Charts liegt der Film mit rund 1,9 Millionen Besuchern auf Platz 14 der meistbesuchten Filme 2016. In den Vereinigten Staaten konnte The Jungle Book über 364 Millionen US-Dollar einspielen und belegt somit den fünften Platz der dort erfolgreichsten Filme des Jahres (Stand: 2. Januar 2017). Das Einspielergebnis weltweit liegt bei fast 967 Millionen US-Dollar. Damit belegt der Film den fünften Platz der erfolgreichsten Filme des Jahres 2016 und auf der Liste der weltweit erfolgreichsten Filme derzeit Platz 64 (Stand: 19. April 2025).

### Auszeichnungen (Auswahl)
Der Film erhielt viele Auszeichnungen und Nominierung. So erhielt The Jungle Book zwei Nominierungen im Rahmen der Kids’ Choice Awards 2017, darunter eine gemeinsame für Neel Sethi und Bill Murray als Best Friends Forever und eine Auszeichnung in der Kategorie Outstanding Character Voice-Over Performance – Television or Film für Idris Elba bei den NAACP Image Awards 2017. Im Folgenden eine Auswahl aus weiteren Nominierungen und Auszeichnungen.
Annie Awards 2016
- Auszeichnung in der Kategorie Character Animation in a Live Action Production[114]

British Academy Film Awards 2017
- Auszeichnung für die Besten visuellen Effekte (Robert Legato, Dan Lemmon, Andrew R. Jones und Adam Valdez)[115]

Critics’ Choice Movie Awards 2016 (Dezember)
- Auszeichnung für die Besten visuellen Effekte[116]

Environmental Media Award 2016
- Auszeichnung in der Kategorie Spielfilm[117]

Hollywood Film Awards 2016
- Auszeichnung mit dem Hollywood Blockbuster Award[118][119]
- Auszeichnung mit dem Hollywood Sound Award (Christopher Boyes und Frank Eulner)[120]

Hollywood Music In Media Awards 2016
- Auszeichnung als Beste Filmmusik – Sci-Fi/Fantasy-Film (John Debney)[121]

Hollywood Professional Association Awards 2016
- Auszeichnung mit der HPA Trophy in der Kategorie Outstanding Visual Effects – Feature Film (Robert Legato, Andrew R. Jones, Adam Valdez, Charley Henley und Keith Miller)
- Nominierung für die HPA Trophy in der Kategorie Outstanding Color Grading – Feature Film (Steve J. Scott)[122]

International Film Music Critics Association Awards 2016
- Nominierung als Beste Musik für einen Actionfilm, einen Abenteuerfilm oder einen Thriller (John Debney)[123]

Oscarverleihung 2017
- Auszeichnungen in der Kategorie Beste visuelle Effekte (Robert Legato, Adam Valdez, Andrew R. Jones und Dan Lemmon)

People’s Choice Awards 2017
- Nominierung als Beliebtester Familienfilm für den People’s Choice Award
- Nominierung als Beliebteste Animationsfilmstimme für den People’s Choice Award (Bill Murray)[124]

Satellite Awards 2016
- Nominierung als Bester Animationsfilm
- Nominierung für die Beste Filmmusik (John Debney)
- Auszeichnung für die Beste Kamera (Bill Pope)
- Auszeichnung in der Kategorie Beste Visuelle Effekte
- Nominierung für den Besten Tonschnitt
- Nominierung in der Kategorie Art Direction and Production Design (Christophe Glass)[125][126]

Saturn Awards 2017
- Auszeichnung als Bester Fantasyfilm
- Nominierung für die Beste Regie (Jon Favreau)
- Nominierung als Bester Nebendarsteller (Christopher Walken)
- Nominierung als Bester Nachwuchsschauspieler (Neel Sethi)
- Nominierung für den Besten Schnitt (Mark Livolsi)
- Nominierung für die Besten visuellen Effekte (Robert Legato, Adam Valdez, Andrew R. Jones, Dan Lemmon)[127]

Teen Choice Awards 2016
- Nominierung in der Kategorie Choice Movie: Action/Adventure
- Nominierung in der Kategorie Choice Movie Actor: Action/Adventure (Neel Sethi)
- Nominierung in der Kategorie Choice Movie Breakout Star (Neel Sethi)[128]

VES Awards 2017
- Auszeichnung für die Natureffekte in der Kategorie Outstanding Effects Simulations in a Photoreal Feature
- Auszeichnung in der Kategorie Outstanding Visual Effects in a Photoreal Feature
- Auszeichnung in der Kategorie Outstanding Compositing in a Photoreal Feature
- Auszeichnung in der Kategorie Outstanding Virtual Cinematography in a Photoreal Project
- Auszeichnung für die Figur King Louie in der Kategorie Outstanding Animated Performance in a Photoreal Feature
- Nominierung für die Figur Shere Khan in der Kategorie Outstanding Animated Performance in a Photoreal Feature[129]

Young Artist Awards 2017
- Nominierung als Bester Hauptdarsteller in einem Spielfilm in der Kategorie Young Actor (Neel Sethi)[130]

## Abspann und Trivia
Am Ende des Films ist zu sehen, wie sich ein Buchdeckel schließt. Es handelt sich dabei um Das Dschungelbuch von Rudyard Kipling, das dem Film als literarische Vorlage diente und zwar exakt um die Ausgabe, die zu Beginn des Originalfilms aus dem Jahr 1967 zu sehen war, darin jedoch geöffnet wurde. Im Abspann wird daraus ein Popup-Buch, aus dem kleine Versionen der zuvor im Film zu sehenden Tiere aufklappen.

## Fortsetzung
Am 12. April 2016 gab Disney bekannt, dass bereits Planungen für eine Fortsetzung bestehen, bei der Favreau erneut Regie führen soll. Als Produzent soll zudem wieder Brigham Taylor verpflichtet werden, während Justin Marks erneut das Drehbuch verfassen soll. Im September 2016 gaben The Walt Disney Studios offiziell bekannt, dass sie nach der erfolgreichen Zusammenarbeit bei The Jungle Book mit Favreau eine Fortsetzung des Films umsetzen werden und zudem bei einer Realverfilmung von Der König der Löwen mit dem Regisseur zusammenarbeiten wollen.